# Arkoszólium

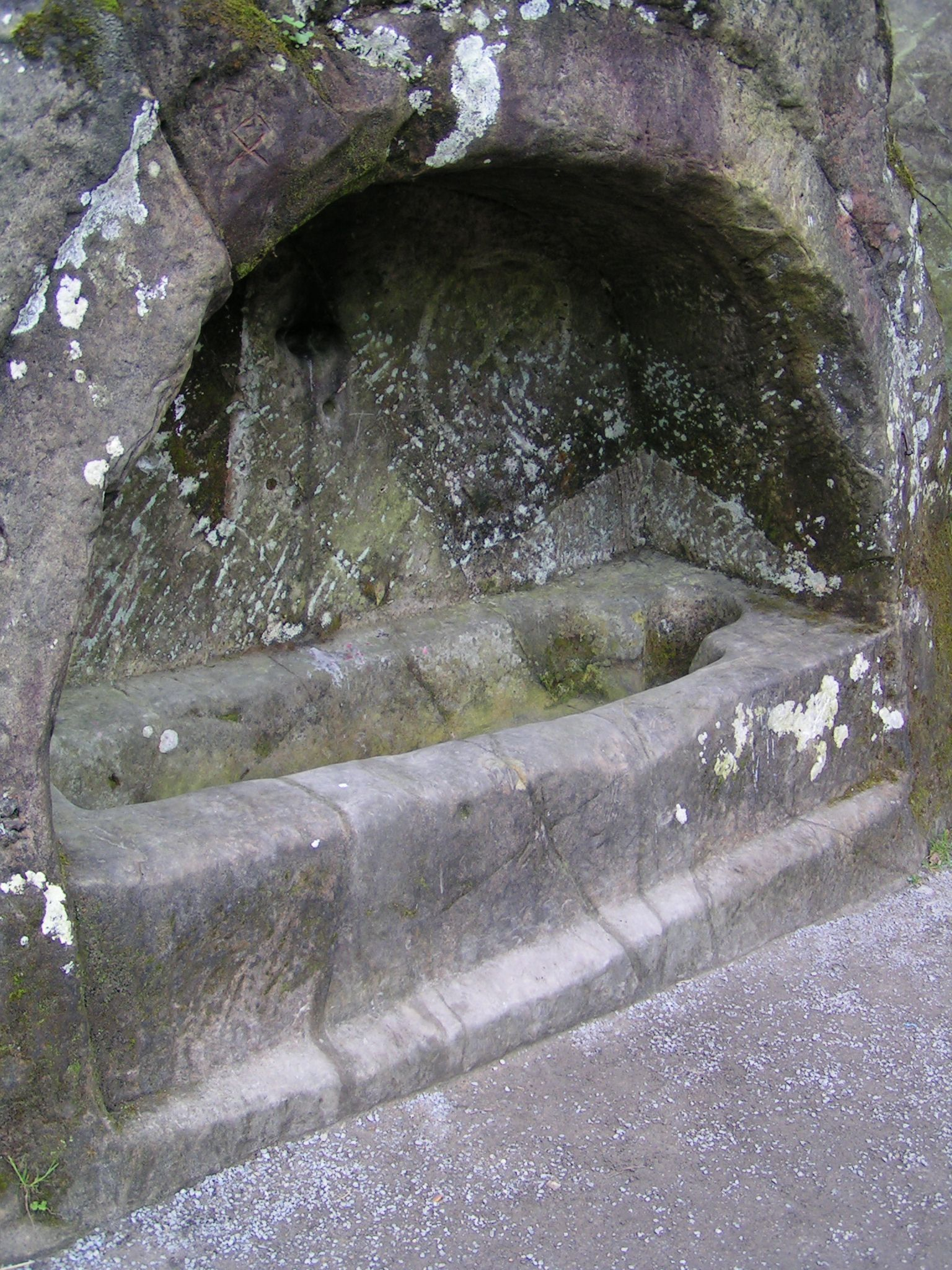
Középkori arkoszólium Externsteine

Az arkoszólium (többerszámban arkoszólia) vagy  arkoszol (a latin arcus ív, solium sír) a sziklákba, katakombákba vájt sírok neve. Ennek alján a holttest elhelyezésére alkalmas mélyedés van, melyet kőlap borít, e felett feszül az ív. Az utóbbi nyitva maradt. Az arkoszóliák voltak a kora keresztények tipikus sírhelyei a római katakombákban a 3. és 4. század során.
A templomok, vagy kerengők falába süllyesztett sírok neve is arkoszólium.

## Fordítás
Ez a szócikk részben vagy egészben  az   Arkosolium című német Wikipédia-szócikk ezen változatának fordításán alapul.  Az eredeti cikk szerkesztőit annak laptörténete sorolja fel. Ez a jelzés csupán a megfogalmazás eredetét és a szerzői jogokat jelzi, nem szolgál a cikkben szereplő információk forrásmegjelöléseként.